# Rocco Romeo
Antonio Rocco Romeo (født 25. marts 2000) er en canadisk professionel fodboldspiller, der spiller som forsvar for den danske 1. divisionsklub HB Køge, på leje fra Toronto FC II i United Soccer League .

## International
Romeo har repræsenteret Canada ved CONCACAF U/17-mesterskab 2017. Den 24. oktober 2018 blev han udtaget til det canadiske U/20-landshold til CONCACAF U/20-fodboldmesterskab 2018 . 

## Titler
Toronto FC III
- League1 Ontario Andethold All Star: 2016 [3]
- League1 Ontario Andethold Team All Star: 2017 [4]